# Тюпкильды

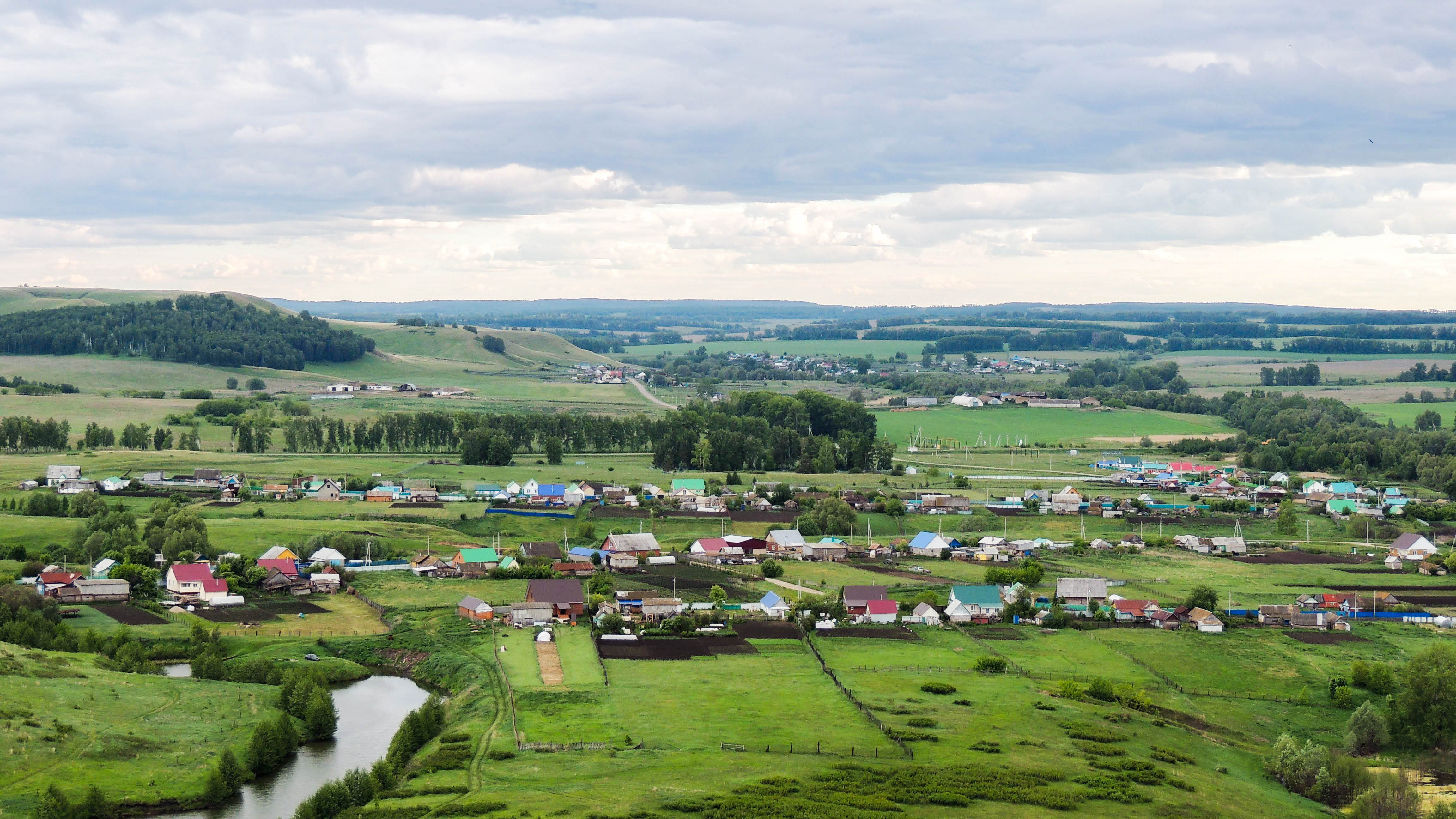

Тюпкильды́ (баш. Төпкилде) — село в Туймазинском районе Башкортостана, входит в состав Сайрановского сельсовета.

## Население
| 2002 | 2009 | 2010 |
| ---- | ---- | ---- |
| 193  | ↗204 | ↗209 |

## История
Раннее упоминание Тюпкильды относится к 1714 г., когда канлинцы-вотчинники припустили сюда безземельных башкир.
Развитие деревни проследим по следующим данным. В 1795 г. учтено башкир — 202, тептярей — 4, 1816 г. — 310, — 10, в 1834 г. — 386, — 12, 1859 г. всех — 733, 1870 г. всех — 730, в 1895 г. всех — 1138, 1905 г. всех — 1227, в 1920 г. учтено башкир и тептярей 1346 человек.
Следует подчеркнуть, что в 1859 г. все жители названы припущенниками, что соответствует действительности, в 1870 г. — башкирами, в другие годы-тептярями. Дело в том, что башкиры, ставшие в 30-х годах XVIII в. припущенниками канлинцев, вышли из Айлинской волости будущего Троицкого уезда (уезды образованы в 1781—1782 гг.). Таким образом, жители д. Тюпкильды — бывшие вотчинники-айлинцы.
В 1843 г. на 386 башкир было засеяно 272 пуда озимого и 1744 пуда ярового хлеба. Ими было посажено 48 пудов картофеля.
Национальный состав
Согласно переписи 2002 года, преобладающая национальность — башкиры (87 %).

## Географическое положение
Расстояние до:
- районного центра (Туймазы): 43 км,
- центр (Сайраново): 12 км,
- ближайшей ж/д станции (Кандры): 12 км.

## Достопримечательности
Поблизости расположена одна из крупнейших в России ветряных электростанций — ВЭС Тюпкильды.

## Известные уроженцы
- Муса Сиражи (1.02.1939—14.09.2019) — башкирский поэт, публицист, общественный деятель[7][8][9][10].